# Bandiera del Transvaal

La bandiera

La bandiera del Transvaal (1857–1902) fu disegnata dal reverendo Dirk van der Hoff, fu esposta per la prima volta a Potchefstroom il 6 gennaio 1857 e fu approvata ufficialmente dal Volksraad (parlamento) il 18 febbraio 1858.
La bandiera, nota con il nome Vierkleur (lett. quattro colori), aggiungeva ai colori della madrepatria una striscia verticale verde che simboleggiava “la giovane Olanda”, vale a dire il nuovo stato fondato da coloni olandesi. 
Insieme alla bandiera dello Stato Libero dell'Orange e all'Union Jack compariva in posizione orizzontale al centro della fascia bianca della bandiera del Sudafrica adottata dal 1927 al 1994.